# 선청선생첩
선청선생첩(仙淸先生帖)은 조선 중기의 명문가인 안동김씨(安東金氏) 집안의 김상용과 그의 아우 김상관, 김상헌, 김상복과 김상용의 아들인 김광현의 시문 ․ 편지 ․ 만사 등 총 26편을 묶은 서첩이다.
2019년 4월 22일 경기도의 문화재자료 제189호로 지정되었다.

## 개요
<선청선생첩>은 조선중기의 명문가인 안동김씨(安東金氏) 집안의 김상용과 그의 아우 김상관, 김상헌, 김상복과 김상용의 아들인 김광현의 시문 ․ 편지 ․ 만사 등 총 26편을 묶은 서첩이다.
이 서첩은 조선시대 명문가인 안동김씨 일가의 필적이 모아져 있고, 김씨 집안의 전각도 일부 확인할 수 있어서 조선중기 문인들의 삶을 이해하고 연구하는 데 있어서 역사 ․ 학술 ․ 서예적 가치가 인정된다.
다만 서첩에 수록된 필적이 습서 정도의 수준으로 특이점이나 품격을 논할 수 없는데다 보존상태 또한 양호하지 않는 편이어서 문화재자료로 지정되었다.

## 참고 문헌
- 선청선생첩 - 국가유산청 국가유산포털